# 奥莱罗斯
奥莱罗斯，是西班牙加利西亚自治区拉科鲁尼亚省的一个市镇。总面积44km², 总人口27252人（2001年），人口密度619人/km²。